# Pioneres científiques de la Genètica i les lleis de l’herència
Les pioneres científiques de la genètica i les lleis de l’herència van ser dones que, malgrat les dificultats socials i institucionals de les seves èpoques, van realitzar aportacions fonamentals al desenvolupament de la genètica com a disciplina científica. Algunes de les més destacades inclouen Rosalind Franklin, qui va tenir un paper clau en la descoberta de l'estructura de l'ADN, i Barbara McClintock, reconeguda per la seva descoberta dels elements transposables en els genomes.
Tot i que moltes d’aquestes científiques van ser sovint ignorades o van patir discriminació, els seus treballs van ser crucials per comprendre la transmissió de caràcters genètics, els mecanismes de l'herència i les bases moleculars de la biologia. La seva tasca va contribuir decisivament a les lleis de l’herència proposades per Gregor Mendel, que formen la base de la genètica moderna. A través dels seus estudis sobre els gens i la seva transmissió, aquestes pioneres van obrir el camí per a futures investigacions en biotecnologia, medicina i altres camps científics.

## Genetistes destacades
L’equip d’investigació del biòleg William Bateson a la Universitat de Cambridge, va estar format per 13 investigadors, 7 dels quals eren biòlogues. Aquestes pioneres científiques de la genètica i les lleis de l’herència foren: Rebecca Saunders, Muriel Wheldale, Anna Bateson, Nora Darwin, Dora Pertz,  Florence Durham i Hilda Killby. A més a més, les contribucions de les científiques Igerna Sollas, Mary Hart-Davis i Dorothea Marryat foren rellevants en la comprovació de les lleis de Mendel.
Rebecca Saunders (1865-1945): Primera col·laboradora de l’equip del biòleg William Bateson, formant part del descobriment de les lleis de l’herència mendeliana. Les seves contribucions al coneixement de la transmissió dels trets hereditaris a les plantes i els seus estudis sobre l'anatomia de les flors, va fer que acabés sent batejada com “la mare” de la genètica vegetal britànica.
Muriel Wheldale (1880-1932): Es va unir a l’equip de Bateson l’any 1903 i va tenir la idea de dur a terme experiments sobre l’herència del color de les flors. Amb això, es va dedicar a estudiar l’herència del color d’un tipus de flor: Antirrhinum majus. Més tard, Wheldale era tan coneguda que va ser escollida per ser una de les tres primeres dones a formar part del Biochemical Club, precursor de la prestigiosa Biochemical Society.
Anna Bateson (1830 - 1918): autora de diversos articles molt valorats de la botànica, sobretot un estudi sobre la simetria floral que va publicar juntament amb el seu germà William Bateson l’any 1891. Va ser una de les primeres a entrar a l’equip. El seu treball ja havia cridat l’atenció d'altres botànics europeus com Carl Correns. Al cap d’un parell d’anys va deixar el seu lloc a l’equip i aviat va ser ocupat per Dora Pertz.
Nora Darwin (1885 - 1989): Va ser neta de Charles Darwin i alumna de Bateson. Nora va romandre dins de l’equip durant quatre anys, entre 1906 i 1910, any en què va deixar la investigació per contraure matrimoni. Posteriorment, va continuar el seu treball en genètica i el 1919 va convertir-se en el membre fundador de la Genetical Society.
Dora Pertz (1859 - 1939): A principis del segle xx va començar amb els seus estudis a Cambridge sobre genètica que dirigia el biòleg William Bateson. Va col·laborar al costat d'un altre grup de dones formades en ciències naturals. Ella, es dedicava a estudiar l'herència del color del gènere Verònica. A més, va publicar cinc articles entre 1892 i 1912.
Florence Durham (1869 - 1949): Biòloga altament qualificada, que es va incorporar al laboratori de Bateson a Cambridge com a investigadora postgraduada en els primers anys de 1900. Va aconseguir excel·lents resultats en l'herència del color en ratolins i aus, que va ajudar a sostenir i estendre les lleis de l'herència de Mendel. Va ser una gran lluitadora pels drets de les dones.
Hilda Killby (1877- 1962): De 1898 a 1901 Hilda va estudiar en la universitat de NewnHam Collage, es va graduar en tipus de ciències naturals En 1919 es va unir a l’equip de Bateson.  Els seus treballs es van centrar bàsicament en l’herència de cabres i conills, també va col·laborar en l’encreuament de plantes de pèsols.
Ingerna Sollas (1877-1965): Experta en morfologia animal. Va estudiar l'herència del color en conillets d'índia i en papallones nocturnes.
Mary Hart-Davis (1875-1934): Va aconseguir resultats molt importants de l’experimentació amb els pèsols. Aquests resultats van ajudar molt al treball general de l’equip de Bateson.
Dorothea Marryat (1880-1928): Va treballar principalment estudiant l’herència de sexe i color dels ulls a les aus. A més a més, també va treballar creuant plantes de Mirabilis jalapa.